# Élie Haguenthal
Élie Haguenthal (geboren 22. September oder 23. September 1822 in Metz; gestorben 9. September 1881) war ein französischer Unternehmer, Herausgeber, Lithograf, Typograf und Zeichner.

## Leben

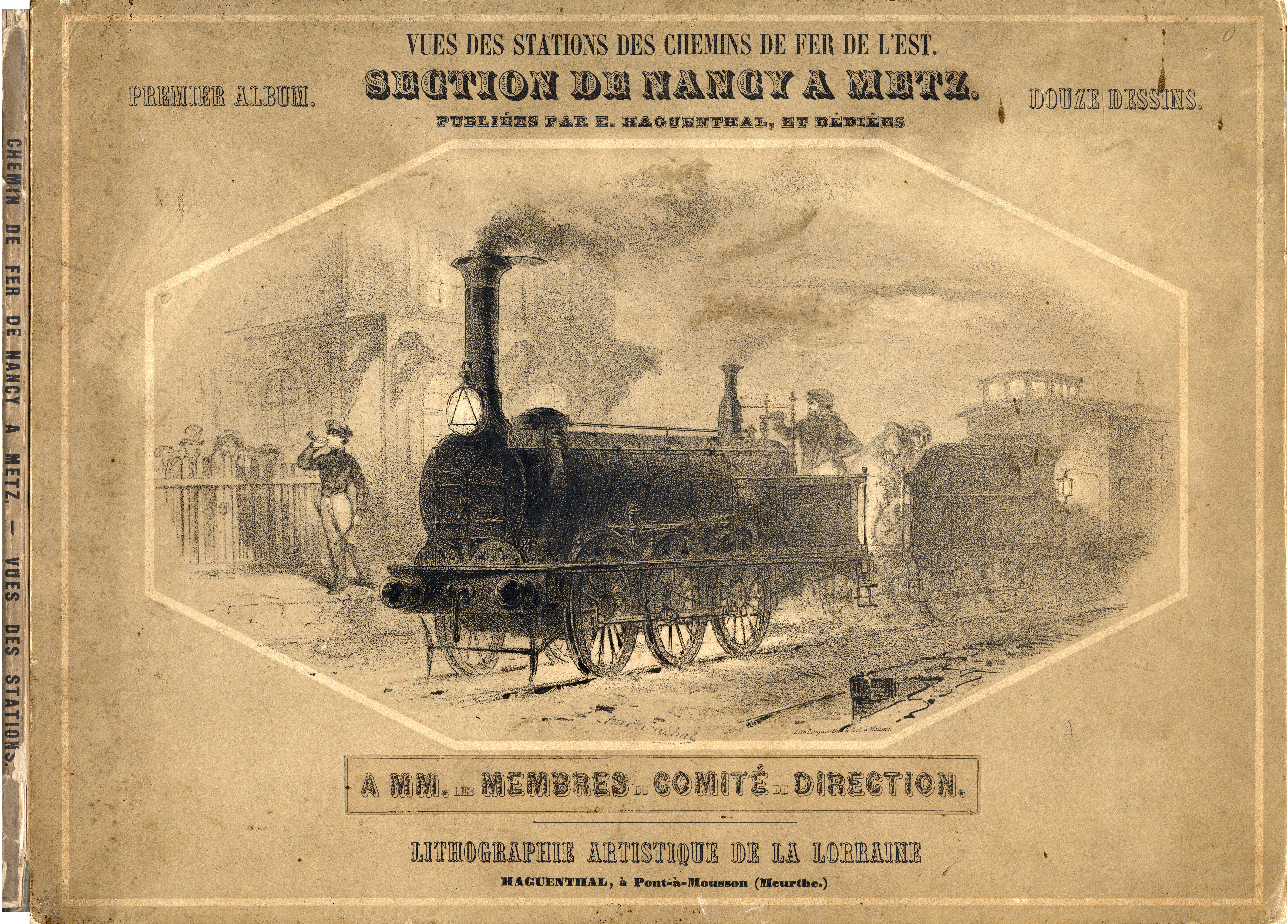
Einband mit der Künstlersignatur Haguenthals seines 1860 erschienenen ersten Albums mit zwölf Ansichten der Eisenbahn-Stationen der Compagnie des Chemins de fer de l’Est, nach Zeichnungen von Victor Fagonde lithografiert und herausgegeben von E. Haguenthal, den Mitgliedern des Direktionskommitées zugeeignet

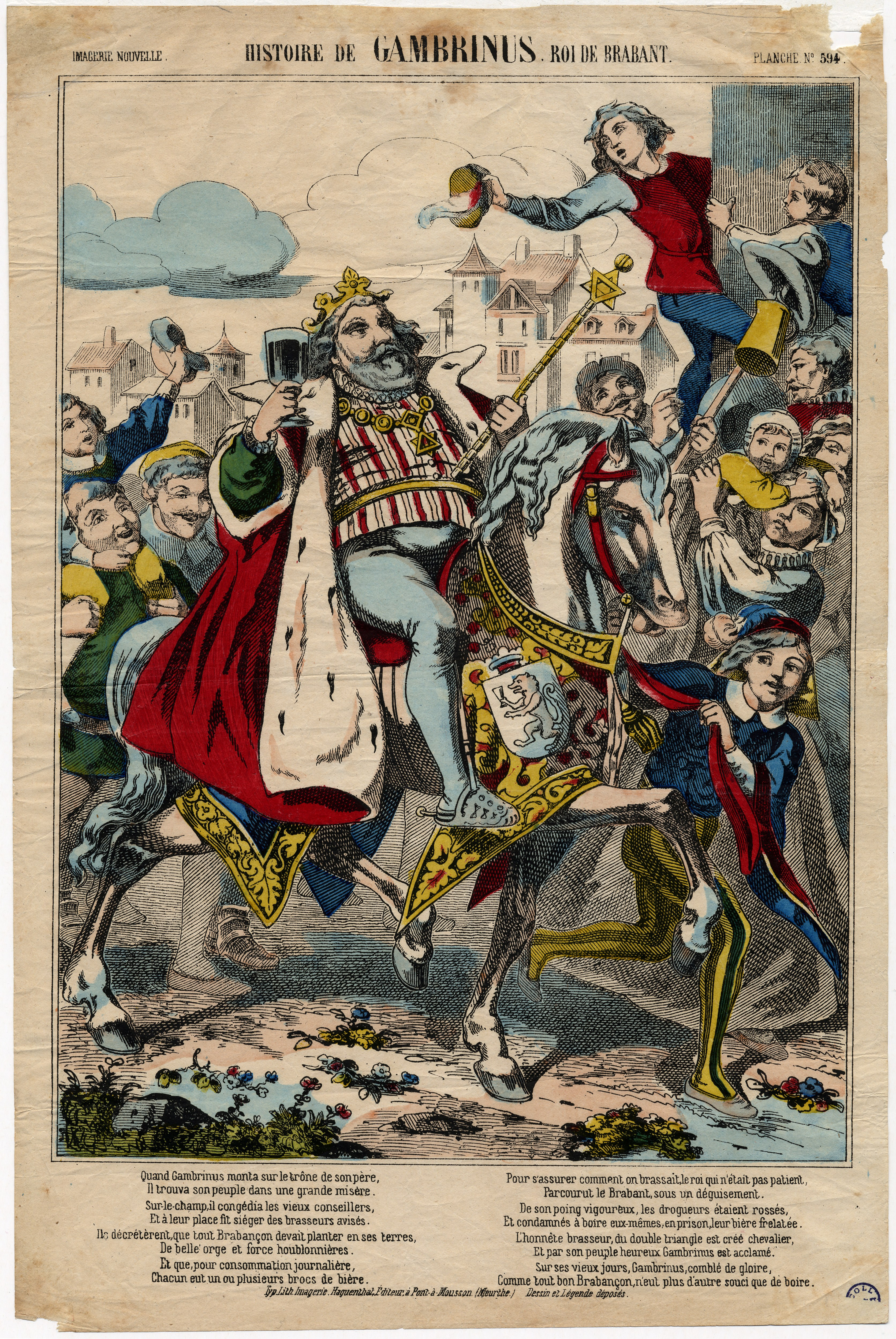
Kolorierter Einblattdruck No. 594 aus der Geschichte von Gambrinus, König von Brabant

Élie Haguenthal war Sohn eines Kaufmannes, der auch als Kantor der Synagoge seiner Heimatstadt fungierte. Er besuchte die Städtische Zeichenschule von Metz zur selben Zeit wie Victor Fagonde.
Zu Haguenthals ersten Arbeiten zählen Drucke von Vorlagen seines Studienkollegen Fagonde, die er in dem Zeitraum zwischen um 1840 und um 1850 publizierte in dem Druckwerk Le carton inédit de V. Fagonde. Ou pérégrination dans les Vosges.
Spätestens 1850 war Haguenthal von Metz zurückgekehrt und gründete in der Gemeinde Pont-à-Mousson das Unternehmen Lithographie artistique de la Lorraine. Bald beschäftigte er in seinem Unternehmen rund 160 Arbeiter und produzierte jährlich rund 1000 Bildtafeln.
Neben der Herstellung von Druckplatten lieferte Haguenthals Betrieb zahlreiche Lithografien als Illustrationen für Kinderbücher, Vorlagen für phantasievolle Kartenspiele, Blätter mit Abbildungen von Persönlichkeiten zum Kolorieren sowie Drucke für allerlei Spiele. Schon früh führte er die Herstellung von Ausschneidebogen ein, mit denen dreidimensionale Bauwerke konstruiert werden konnten, oder auch ausklappbare und perspektivisch angelegte Dioramen. So lieferte er beispielsweise Vorlagen für den Bau einer kaiserlichen Jagdszenerie oder der Kirche St-Étienne-du-Mont oder Ansichten vom damaligen Konstantinopel.
Daneben versuchte sich Haguenthal auch in der Produktion von Ofenbildern.
Haguenthals Produkte wurden regelmäßig auf den Ausstellungen „expositions des produits de l'Industrie de Metz“ ausgezeichnet. Dort erhielt er 1855 eine lobende Erwähnung, 1857 und 1860 eine Medaille, 1861 eine Silbermedaille und 1862 eine Goldmedaille.
Am 22. Mai 1880, gut ein Jahr vor seinem frühen Tod, verkaufte Haguenthal sein Unternehmen an Marcel Vogné, dessen Sohn Louis Vogné den Betrieb noch bis zur Wende zum 20. Jahrhundert weiterführte.
Haguenthal starb im Alter von 59 Jahren zwei Wochen vor seinem 60. Geburtstag.

## Werke (Auswahl)
- Le carton inédit de V. Fagonde. Ou pérégrination dans les Vosges. Douze croquis d'après nature, Pont-à-Mousson, Meurthe: Haguenthal, [circa 1840][4] oder 1850[2]